# Купреев, Сергей Александрович
Сергей Александрович Купреев (7 ноября 1937, Москва — 27 августа 1990) — советский хозяйственный, государственный и политический деятель.

## Биография
Родился в 1937 году в Москве. Член КПСС.
С 1961 года — на хозяйственной, общественной и политической работе. В 1961—1990 гг. — на заводе имени М. В. Хруничева, на комсомольской работе, первый секретарь Киевского райкома ВЛКСМ, секретарь, первый секретарь Московского горкома ВЛКСМ, второй, первый секретарь Бауманского райкома КПСС, первый заместитель начальник Главного управления внутренних дел г. Москвы, заместитель начальника Высшей инженерной пожарно-технической школы МВД СССР, член Комитета особого управления Нагорно-Карабахской АО, начальник Политуправления, заместитель министра внутренних дел РСФСР.
Избирался депутатом Верховного Совета РСФСР 8-го созыва.
Погиб в автокатастрофе в 1990 году. Похоронен на Кунцевском кладбище.